# Diasporus quidditus
Diasporus quidditus es una especie de anfibio anuro de la familia Eleutherodactylidae.

## Distribución geográfica
Esta especie se encuentra en Colombia en los departamentos del Valle del Cauca, Chocó y Antioquia y en el este de Panamá desde el nivel del mar hasta los 500 m sobre el nivel del mar.

## Descripción
Los machos miden de 11 a 14 mm y las hembras de 13 a 17 mm.

## Publicación original
- Lynch, 2001: Three new rainfrogs of the Eleutherodactylus diastema group from Colombia and Panama. Revista de la Academia Colombiana de Ciencias Exactas Físicas y Naturales, vol. 25, n.º 95, p. 287-298[6]